# Антончук Демид Миронович
Деми́д (Дмитро) Миронович Антончу́к (роки життя невідомі) — полковник Армії Української Народної Республіки.

## Життєпис
У 1917 році служив у 240-му піхотному Ваврському полку, згодом — у штабі 28-го корпусу. Останнє звання у російській армії — поручик.
У 1917 році — голова української ради 28-го корпусу та 5-ї армії. У 1918 році — житомирський повітовий комендант. З лютого 1919 року — інспектор національно-культурних справ, згодом — державний інспектор Корпусу кордонної охорони УНР.
З 1 червня 1919 року — член української місії генерала Дельвіґа у Польщі, згодом — державний інспектор української військової місії у Румунії. У 1920 році навчався у Румунській військовій академії. У липні 1920 року, всупереч наказу, не виїхав до складу Дієвої армії УНР та залишився в українській військовій місії в Румунії.
У 1920—1930 жив на еміграції в Румунії. 
З 1931 року проживав у Празі, і до кінця 30-х брав аквтину участь у житті української громади, працював уповноваженим представником Українського Бюро в Лондоні.
Подальша доля невідома.